# Kill You
«Kill You» es una canción del rapero estadounidense Eminem. Es la segunda pista y primera canción de su aclamado álbum The Marshall Mathers LP. Se incluyó en su primer grandes éxitos Curtain Call: The Hits. 
Eminem interpretó la canción en la apertura del Up in Smoke Tour.
La canción se titula «**** You» en la versión editada (clean) del álbum.

## Letra
La canción está principalmente dirigida a su madre, después de que ella lo demandara, afirmando que «smokes more dope» («fuma más droga») al igual que en «My Name Is». La canción tiene un alto contenido misógino, pero al final Eminem dice «just kidding, ladies, you know I love you» («sólo es una broma señoritas, saben que las amo»).
En una línea de la canción dice «I ain't 'Acid Rap' but I rap on acid» («Yo no hago rap ácido, pero rapeo cuando tomo ácido») refiriéndose al autodenominado estilo acid rap (una especie de death rap) del rapero Esham, debido a una acusación de intentar imitar su estilo por parte de Eminem.

## Demanda de plagio
En 2002, el pianista de jazz francés Jacques Loussier presentó una demanda de 10 millones dólares en contra de Eminem, afirmando que el beat de «Kill You» fue robado de su canción «Pulsion». Jacques exigió que todas las ventas del álbum se detuvieran y las copias restantes fueran destruidas, aunque sin éxito.